# Pandémie de Covid-19 en Géorgie
- Régime de quarantaine strict
- Cas confirmés recensés

La pandémie de Covid-19 en Géorgie démarre officiellement le 26 février 2020. À la date du 30 octobre 2022, le bilan est de 16 900 morts.

## Chronologie
La pandémie de Covid-19 en Géorgie s'est propagée principalement dans la capitale, Tbilissi. Le premier positif a été confirmé à Tbilissi le 26 février 2020.
Tous les vols en provenance de Chine et de Wuhan vers l'aéroport international Chota-Roustavéli de Tbilissi ont été annulés jusqu'au 27 janvier 2020. Le ministère de la Santé a annoncé que tous les passagers arrivant de Chine seraient contrôlés. La Géorgie a également suspendu temporairement tous les vols à destination de l'Iran. 
Le 26 février, la Géorgie a confirmé son premier cas de Covid-19. Un homme de 50 ans, revenu d'Iran en Géorgie, a été admis à l'hôpital des maladies infectieuses de Tbilissi. Il est revenu à la frontière géorgienne via l'Azerbaïdjan en taxi.
Le 28 février, la Géorgie a confirmé qu'une femme géorgienne de 31 ans qui s'était rendue en Italie avait un résultat positif et avait été admise à l'hôpital des maladies infectieuses de Tbilissi.
Le 5 mars, cinq personnes ont été testées positives au nouveau coronavirus Covid-19 en Géorgie, portant à neuf le nombre total de personnes infectées dans le pays. Le directeur du Centre national géorgien de lutte contre les maladies, Amiran Gamkrelidze, a fait cette annonce lors de la récente conférence de presse qui a suivi aujourd'hui. Il a dit que les cinq personnes appartiennent toutes au même groupe qui ont voyagé ensemble en Italie et sont rentrées dimanche en Géorgie.
Le 12 mars, le président Salomé Zourabichvili, lors d'une apparition télévisée, a appelé au calme et à l'unité.
Au 15 mars, 33 cas avaient été confirmés, 637 étaient placés en quarantaine et 54 sous surveillance hospitalière.
Le 16 mars, le porte-parole du Gouvernement géorgien Irakli Chikovani a annoncé des mesures et recommandations spéciales. Le gouvernement géorgien a interdit l'entrée en Géorgie à tout ressortissant étranger pendant les deux prochaines semaines.

### Janvier
- 22 janvier : Amiran Gamkrelidze, chef du Centre national géorgien de lutte contre les maladies, avertit les voyageurs géorgiens de visiter Wuhan, le foyer d'origine de l'épidémie de Covid-19. Il affirme qu'il existe une « petite mais théorique » chance que le virus puisse atteindre la Géorgie[9].

- 26 janvier : des médecins géorgiens commencent à examiner les passagers en provenance de Chine dans les aéroports à la recherche de symptômes liés au coronavirus[10].

- 27 janvier : Le média géorgien Alia affirme que certains médecins refusent de vérifier les arrivées à l'aéroport faute de garanties de sécurité adéquates. Le ministère de la Santé nie ces allégations[11].

Le Centre national de lutte contre les maladies commence à surveiller les travailleurs chinois opérant sur la construction d'une autoroute en Géorgie.
- 28 janvier : La Géorgie annonce qu'elle évacuera ses citoyens de la province chinoise du Hubei.

La Géorgie interdit l'importation d'animaux vivants, y compris les tortues et les poissons d'ornement, en provenance de Chine. Tbilissi affirme que l'interdiction restera en vigueur jusqu'à ce que l'OMS déclare la Chine indemne du coronavirus.
- 29 janvier : La Géorgie suspend ses vols directs avec la Chine pendant deux mois.

- 30 janvier : le Premier ministre Guiorgui Gakharia allègue que le système de santé du pays est prêt à répondre au nouveau coronavirus s'il entre en Géorgie.
- 31 janvier : Deux Chinois et deux Géorgiens, dont l'un est récemment rentré de Wuhan, sont surveillés par le Centre national pour les contrôles des maladies et la santé publique (NCDC) après avoir affiché des températures élevées. Leurs échantillons de sang sont envoyés en Allemagne après que les résultats de leurs tests soient négatifs pour tous les virus dont la Géorgie est capable au moment des tests.

### Février
- 1er février : le ministère géorgien des Affaires étrangères « soutient » la Chine alors que l'épidémie continue de s'étendre et remercie la Turquie d'avoir proposé d'évacuer les citoyens géorgiens de Wuhan.
- 2 février : la Turquie et la France évacuent 5 citoyens géorgiens de la province chinoise du Hubei, premier centre de l'épidémie de coronavirus.
- 4 février : le Centre Lugar du NCDC commence à tester le coronavirus après avoir reçu des réactifs d'Allemagne. Auparavant, il devait envoyer des échantillons d'essai en Allemagne ou aux Pays-Bas pour confirmation.
- 10 février : Aéroports unis de Géorgie annonce une baisse de 3 % d'une année sur l'autre du trafic aéroportuaire en janvier. Les médias citent la suspension des vols avec la Chine comme une cause potentielle.
- 20 février : un citoyen sud-coréen atteint de fièvre élevée teste négatif pour le coronavirus en Géorgie.
- 22 février : 34 citoyens géorgiens récemment évacués de Chine ont été testés négatifs pour le coronavirus alors qu'ils étaient en quarantaine à Imereti.
- 23 février : la Géorgie qualifie de « grave préoccupation » l'épidémie de coronavirus en Iran voisin et suspend les vols directs avec la République islamique.
- 24 février : la Géorgie avertit ses citoyens se rendant en Italie, en particulier dans le nord du pays, d'éviter les lieux publics et de se laver régulièrement les mains alors que l'Italie devient le nouveau centre de l'épidémie.

Le NCDC estime que le pays reste une zone « à faible risque » pour la propagation du virus.
- 25 février : trois Géorgiens et deux Iraniens sont testés pour le coronavirus à Tbilissi. Leurs résultats sont négatifs.

## Statistiques

Nombre de cas en Géorgie depuis le début de l'épidémie.

Nombre de morts en Géorgie depuis le début de l'épidémie.